# Tagetes lucida

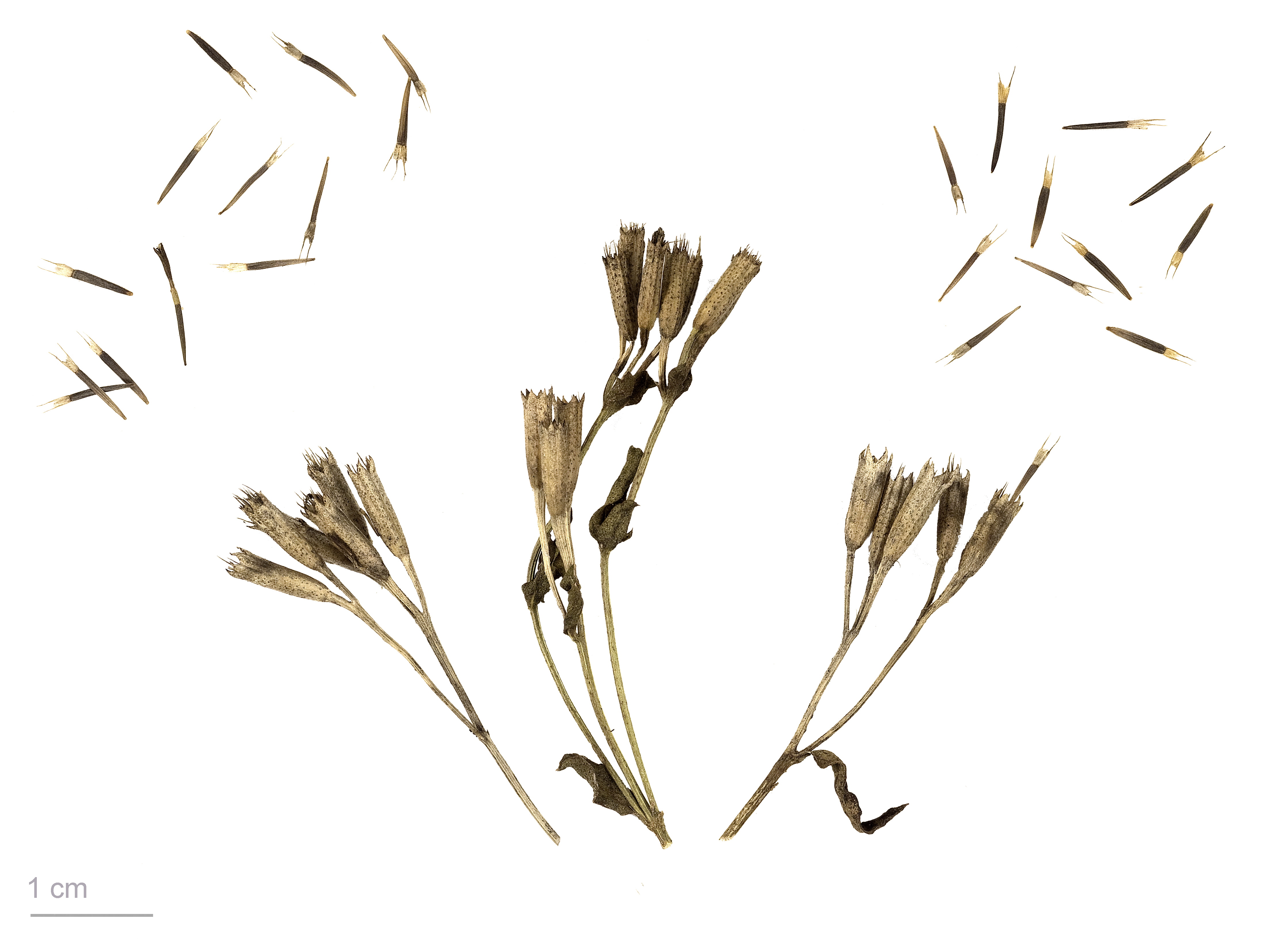
Tagetes lucida - MHNT

Tagetes lucida, também conhecida como "Marigold Mexicana", "Tarragon Mexicano" ou "sweetscented marigold", é nativa do México e da América Central.  Ela é comida como erva e é comum seu uso como substitua da Artemisia dracunculus. Ela também é utilizada pelos Huicholes, misturada com tabaco, devido seus efeitos alucinógenos.

## Constituintes Químicos
- «Chavicol»